# Compsophorus
Compsophorus är ett släkte av steklar. Compsophorus ingår i familjen brokparasitsteklar.

## Dottertaxa tillCompsophorus, i alfabetisk ordning[1]
- Compsophorus amboimensis
- Compsophorus androplites
- Compsophorus apicalis
- Compsophorus atrifossa
- Compsophorus bilobatus
- Compsophorus caelatus
- Compsophorus caeruleus
- Compsophorus carinifer
- Compsophorus celebensis
- Compsophorus coeruleiventris
- Compsophorus corrugatus
- Compsophorus crassidentatus
- Compsophorus crassispina
- Compsophorus cyaneus
- Compsophorus dimidiatus
- Compsophorus effigialis
- Compsophorus etchelsii
- Compsophorus eucoeleus
- Compsophorus flavivertex
- Compsophorus flavobalteatus
- Compsophorus fumosops
- Compsophorus fumosus
- Compsophorus gracilis
- Compsophorus grandis
- Compsophorus hildegardae
- Compsophorus holerythros
- Compsophorus holerythrus
- Compsophorus ileantapes
- Compsophorus instriatus
- Compsophorus insuetus
- Compsophorus kurarensis
- Compsophorus leucozona
- Compsophorus lundae
- Compsophorus maculiceps
- Compsophorus madagassus
- Compsophorus malayanus
- Compsophorus metallicus
- Compsophorus micans
- Compsophorus minimus
- Compsophorus minor
- Compsophorus mirandus
- Compsophorus nigricoxatus
- Compsophorus nigripes
- Compsophorus orientalis
- Compsophorus parvidens
- Compsophorus pictus
- Compsophorus pilosus
- Compsophorus rubricatus
- Compsophorus rufopetiolatus
- Compsophorus rufus
- Compsophorus rugicollis
- Compsophorus seyrigi
- Compsophorus striatifrons
- Compsophorus stuckenbergi
- Compsophorus thoracicus
- Compsophorus triangulifer
- Compsophorus tricolor
- Compsophorus variabilis
- Compsophorus verecundus
- Compsophorus viridescens